# Dragan Džajić
Dragan Džajić (serbiska: Драган Џајић), född den 30 maj 1946 i Ub i Jugoslavien (nuvarande Serbien), är en jugoslavisk före detta fotbollsspelare och numera serbisk medborgare.
Džajić anses som en tidernas bästa spelare från Jugoslavien med bland annat ett EM-silver i EM 1968. Här avgjorde han semifinalen mot de regerande världsmästarna England med matchens enda mål, och vann även slutturneringens skytteliga med två gjorda mål.
Džajić avslutade sin spelarkarriär 1978. Från 1979 tjänstgjorde han som teknisk direktör i Röda Stjärnan och 1998 blev han klubbdirektör för densamma. 2004 drog han sig tillbaka på grund av hälsoskäl.

## Meriter
- A-landskamper för Jugoslaviens fotbollslandslag
- VM i fotboll: 1974
- EM i fotboll: 1968
  - EM-silver 1968